# Estadio Gath & Chaves
El Estadio Gath & Chaves era un recinto deportivo chileno perteneciente a la empresa homónima y ubicado en la comuna de Providencia.

## Historia

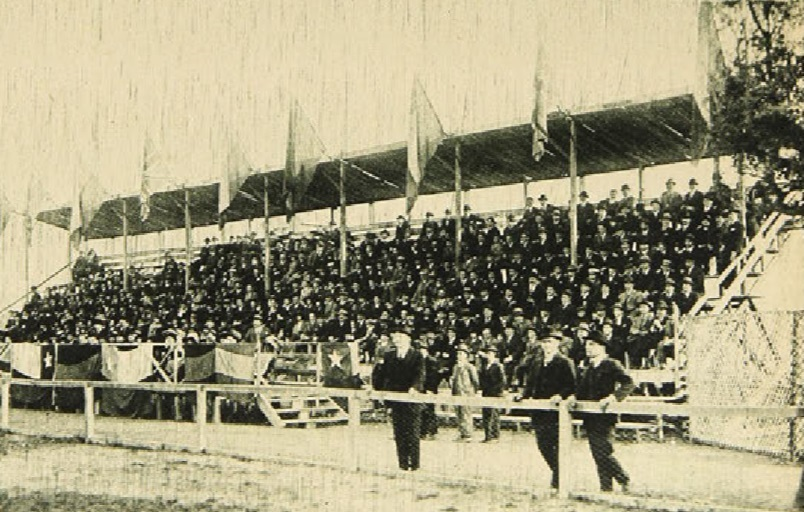
Graderías del estadio (1923).

Los límites del estadio eran las calles Lota, General Körner (actualmente Suecia), Los Castaños (actualmente Traiguén) y la avenida Los Leones. Comenzó a funcionar en 1923 y además de la cancha principal contaba en sus instalaciones con un rancho, un chalet con baños, jardines y canchas de tenis.
El recinto fue construido por parte de la cadena de tiendas departamentales para servir principalmente como centro recreativo a sus trabajadores; sin embargo, también albergó competencias externas y distintas actividades deportivas como por ejemplo partidos de la Liga Metropolitana de Deportes.
El estadio fue demolido y subdividido en terrenos para construir viviendas entre 1939 y 1940. Dentro de los terrenos que albergaban al estadio actualmente se encuentran las calles Josué Smith Solar, Adelaida La Fetra, Enrique Nercasseaux y la prolongación al oeste de la calle Carmen Sylva.